# الفتاحنة (أسجن)
الفتاحنة هي إحدى مشيخات المملكة المغربية، تتبع جغرافيا لإقليم وزان وإداريًا لأسجن. يقدر عدد سكانها بـ 6478 نسمة حسب الإحصاء الرسمي للسكان والسكنى لسنة 2004.